# Christopher Stevens
John Christopher Stevens (Grass Valley, Estados Unidos, 1 de abril de 1960-Bengasi, Libia, 11 de septiembre de 2012) fue un diplomático embajador de Estados Unidos en Libia.
Stevens fue el octavo embajador de los Estados Unidos asesinado estando en su oficina.

## Estudios y Servicio Exterior de los Estados Unidos
Nació y se crio en el norte de California. En 1977 fue estudiante de intercambio en España a través de la asociación American Field Service (AFS-Intercultura), de 1983 a 1985 profesor de inglés en Marruecos como voluntario del Cuerpo de Paz. En 1982 se graduó en Historia por la Universidad de Berkeley, California, en 1989 en Derecho en la Escuela de Leyes Hastings de la universidad pública de California, y en 2010 en la Escuela Nacional de Guerra de la Universidad de Defensa. Hablaba árabe, francés e inglés.
Antes de incorporarse al Servicio Exterior en 1991, fue un abogado de comercio internacional en Washington D. C.
Sus asignaciones anteriores en el extranjero incluyeron: oficial principal adjunto y jefe de la Sección Política en Jerusalén, oficial político en Damasco, cónsul en El Cairo y cónsul en Riad. En Washington, Stevens se desempeñó como director de la Oficina multilateral de Asuntos Nucleares y Seguridad, Pearson Fellow con el Comité de Relaciones Exteriores del Senado, asistente especial del secretario de Asuntos Políticos Bajo, Irán responsable geográfico y personal auxiliar en la Oficina de Asuntos de Oriente Próximo.

## Misión diplomática en Libia y muerte
Llegó a Trípoli en mayo de 2012 como embajador de Estados Unidos en Libia. Sirvió dos veces anteriormente en Libia, en calidad de representante especial del Consejo Nacional de Transición de marzo a noviembre de 2011 durante la guerra civil libia.
En septiembre de 2012 resultó muerto (se investiga si asesinado o asfixiado por el humo del incendio provocado por los atacantes) durante el asalto de milicianos islamistas radicales al consulado de Estados Unidos en Bengasi, Libia, donde se encontraba de visita desde la capital, Trípoli. Otros tres empleados de la representación diplomática murieron también como consecuencia del ataque de los milicianos. El ataque se produjo poco después de la emisión en Estados Unidos de la película La inocencia de los musulmanes, en la que un actor representaba al profeta Mahoma en diferentes situaciones vejatorias para la sensibilidad religiosa de algunos musulmanes.
Los otros tres fallecidos fueron el especialista en tecnología Sean Smith y los SEAL Glen Doherty y Tyrone Woods.